# Genetyllis rubiginosa
Genetyllis rubiginosa är en ringmaskart som först beskrevs av de Saint-Joseph 1888.  Genetyllis rubiginosa ingår i släktet Genetyllis och familjen Phyllodocidae. Inga underarter finns listade i Catalogue of Life.